# Jean-Pierre Serre
Jean-Pierre Serre (ur. 15 września 1926 w Bages) – francuski matematyk, znany ze swoich prac z zakresu topologii algebraicznej, geometrii algebraicznej i teorii liczb, które zostały opublikowane w 1986.

## Życiorys

### Życie osobiste
Serre urodził się w rodzinie farmaceutów. Uczył się w Lycée de Nîmes, a od 1945 do 1948 w École normale supérieure w Paryżu. Doktorat obronił na Sorbonie w 1951. Od 1948 do 1954 pracował w Centre National de la Recherche Scientifique w Paryżu. W 1956 został wybrany profesorem w Collège de France i posadę tę zajmował aż do przejścia na emeryturę w 1994. Jego żona, profesor Josiane Heulot-Serre, była także cenionym naukowcem (chemikiem) i prezydentem prestiżowej szkoły dla kobiet École normale supérieure de jeunes filles. Ich córka, Claudine Monteil, jest historykiem i pisarką.

### Kariera
Od najwcześniejszych lat kariery był wyróżniającą się osobą w szkole Henri Cartana, pracując w topologii algebraicznej, analizie zespolonej wielu zmiennych, a następnie w algebrze przemiennej i geometrii algebraicznej, w kontekście teorii snopów i technik algebry homologicznej. Wyniki Serra były skoncentrowane wokół ciągu spektralnego Leray–Serra związanego z rozwłóknieniami. Wraz z Cartanem, Serre stworzył technikę pozwalającą użyć przestrzeń Eilenberga–MacLana do obliczenia grup homotopii sfer, które było uważane za największy problem topologii.

## Publikacje
Poza licznymi artykułami naukowymi oraz zespołowymi publikacjami książkowymi grupy Bourbaki opublikował książki, głównie po francusku:
- 1959: Groupes algébriques et corps de classes (ang. Algebraic Groups and Class Fields) – przetłumaczone na rosyjski;
- 1962: Corps locaux (ang. Local Fields);
- 1965: Lie Algebras and Lie Groups (ang.) – przetłumaczone na rosyjski;
- 1968: Abelian l-adic Representations and Elliptic Curves (ang.) – przetłumaczone na rosyjski;
- 1970: Cours d’arithmétique (ang. A Course in Arithmetic) – przetłumaczone na rosyjski;
- 1964: Cohomologie Galoisienne (ang. Galois Cohomology) – przetłumaczone na rosyjski;
- 1967: Représentations linéaires des groupes finis (ang. Linear Representations of Finite Groups) – przetłumaczone na rosyjski i polski;
- 1965: Algèbre locale, multiplicités (ang. Local Algebra: Multiplicities);
- 1977: Arbres, amalgames, SL2 (ang. Trees);
- 1994: z Uwe Jannsenen and Steven L. Kleimanem, Motives.

## Nagrody
- 1954 – Medal Fieldsa
- 1985 – Nagroda Balzana
- 1995 – Nagroda Steele'a za książkę A Course in Arithmetic
- 2000 – Nagroda Wolfa w dziedzinie matematyki
- 2003 – Nagroda Abela (jako pierwszy laureat)[2]